# خنانوثيريوم
الخنانوثيريوم (الاسم العلمي: Honanotherium)، وتعني ("وحش خنان" منطقة في الصين). وهو جنس منقرض من الزرافيات التي عاشت خلال أواخر العصر الميوسيني في الصين ومحافظة أذربيجان الشرقية وشمال غرب إيران.